# Dieter Senft

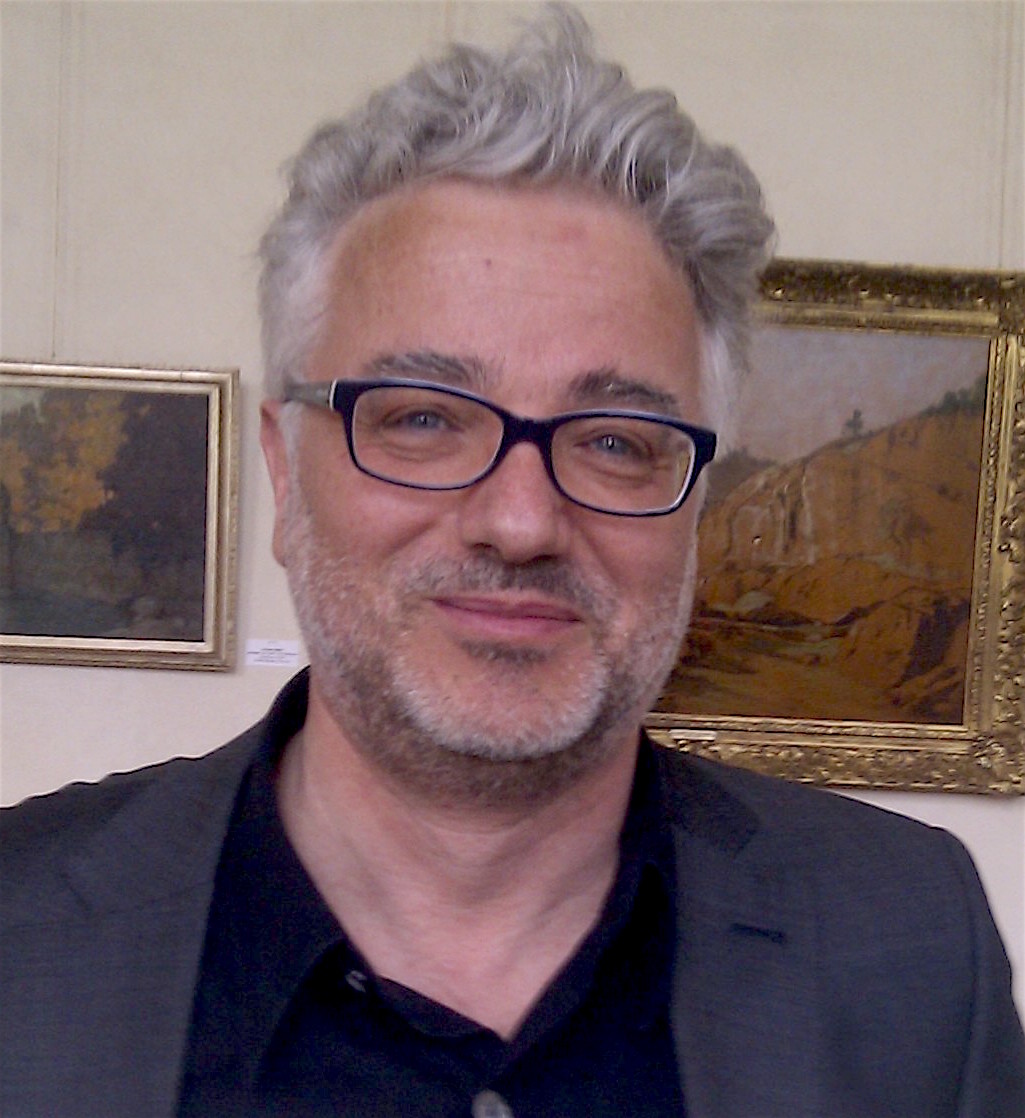
Dieter Senft (2015)

Dieter Senft (* 30. April 1962 in Mannheim) ist ein deutscher Kulturmanager, Operndirektor und Intendant.

## Ausbildung und erste berufliche Tätigkeiten
Dieter Senft studierte Musikwissenschaft, Kunstgeschichte und Germanistik an der Heidelberger Ruprecht-Karls-Universität, u. a. bei Ludwig Finscher, Dieter Borchmeyer und Herbert Schneider.
Nach dem Studium war er zunächst als Kulturjournalist im Großraum Mannheim-Heidelberg tätig mit dem Schwerpunkt Theater- und Konzertkritik. Gleichzeitig wirkte er als künstlerischer Organisationsleiter bei Gegenwelten – Internationale Festivals für Neue Musik, veranstaltet vom Kulturinstitut Komponistinnen gestern-heute in Heidelberg mit den Aufgabenbereichen Veranstaltungsorganisation, Öffentlichkeitsarbeit und Dramaturgie.

## Erste Engagements am Theater
Senfts professioneller Einstieg in den Theaterbetrieb erfolgte 1996 als Leiter des Künstlerischen Betriebsbüros am Theater Dortmund (Intendant: John Dew). Anschließend war er Künstlerischer Betriebsdirektor und Chefdisponent am Staatstheater Kassel (Intendant: Michael Leinert) und von 1999 bis 2005 in gleicher Funktion am Tiroler Landestheater Innsbruck unter der Intendanz von Brigitte Fassbaender.

## Hessisches Staatstheater und Internationale Maifestspiele Wiesbaden
Von 2005 bis 2010 war Dieter Senft Direktor der Künstlerischen Betriebsorganisation und Mitglied der Opernleitung am Hessischen Staatstheater Wiesbaden (Intendant: Manfred Beilharz). In dieser Funktion war er ebenfalls verantwortlich für die Organisation und Programmierung des Musiktheaterprogramms der Internationale Maifestspiele Wiesbaden, hier v. a. für die künstlerische Gestaltung des Musiktheaterprogramms. Gleichzeitig war Senft auch Geschäftsführer der Hessischen Theaterkommission mit den Aufgabenschwerpunkten Etatverwaltung/Koordination der Hessischen Theatertage und Theaterkooperationen. Während des Engagements in Wiesbaden war er zweimaliges Jurymitglied beim German-Australian Opera Grant in Melbourne (Australien) 2008 und 2009.

## Operndirektor am Stadttheater Gießen
Von der Spielzeit 2010/11 bis zum Sommer 2015 war Dieter Senft als Operndirektor und Künstlerischer Betriebsdirektor am Stadttheater Gießen (Intendantin: Cathérine Miville) engagiert und machte sich vor allem einen Namen durch seine ungewöhnliche Spielplangestaltung, die viele vergessen geglaubte Musiktheaterwerke wieder ans Tageslicht beförderte. Hier sind u. a. zu nennen Lo schiavo (europäische Erstaufführung 2011) und Fosca (deutsche Erstaufführung 2013) von Antônio Carlos Gomes, Alessandro Stradella von Friedrich von Flotow (2013), Maria, regina d’Inghilterra von Giovanni Pacini (deutsche Erstaufführung 2013), Die oberen Zehntausend, Operette von Gustave Adolph Kerker 2011 (1. Wiederaufführung seit der Uraufführung 1909), Mirandolina von Bohuslav Martinů (deutsche Erstaufführung der italienischen Originalfassung 2014), La conquista di Granata von Emilio Arrieta (deutsche Erstaufführung 2014) und Kehraus um St. Stephan von Ernst Krenek (deutsche Erstaufführung 2015). Einen weiteren Schwerpunkt bildeten Opern des Hamburger Barock, etwa Die großmütige Tomyris von Reinhard Keiser (2010), oder Der mißlungene Brautwechsel von Georg Philipp Telemann (2015). Weiterhin fanden unter Senfts Gießener Operndirektion die Uraufführung der Neufassung für Kammerorchester von Alban Bergs Oper Lulu von Eberhard Kloke (2012) und die deutsche Erstaufführung von Peter Maxwell Davies vorläufig letzter Oper Kommilitonen! (2013) statt. Eine weitere Uraufführung erfolgte im Jahr 2013 mit Buch.Bühne.Büchner zum 200. Geburtstag des ehemaligen Gießener Studenten Georg Büchner von Richard van Schoor innerhalb des vom Stadttheater Gießen veranstalteten Festivals Büchner international mit Theaterproduktionen aus vier Kontinenten.
Das Stadttheater Gießen wurde während der Direktion von Dieter Senft mehrfach von der internationalen Kritikerumfrage der Fachzeitschrift Opernwelt in den verschiedensten Kategorien nominiert und belegte in der Spielzeit 2013/14 in der Kategorie „Opernhaus des Jahres“ den dritten Platz hinter dem Brüsseler Opernhaus La Monnaie/De Munt und dem Opernhaus Zürich.

## Operndirektor bei den Innsbrucker Festwochen der Alten Musik
Von 2015 bis 2022 war Dieter Senft als Operndirektor bei den Innsbrucker Festwochen der Alten Musik (Intendant: Alessandro De Marchi) engagiert. Während dieser Zeit produzierten die Innsbrucker Festwochen der Alten Musik zahlreiche Opern des 17., 18. und auch 19. Jahrhunderts, darunter eine ganze Reihe Aufsehen erregender Wiederentdeckungen und neuzeitlicher Erstaufführungen. Zur Aufführung kamen u. a. Germanico in Germania von Nicola Porpora, Il matrimonio segreto von Domenico Cimarosa, Le nozze in sogno von Pietro Antonio Cesti, Die römische Unruhe oder Die edelmütgie Octavia von Reinhard Keiser, Didone abbandonata von Saverio Mercadante, Apollo e Dafne von Francesco Cavalli, Merope von Riccardo Broschi, Ottone, Rè di Germania von Georg Friedrich Händel, La Dori von Pietro Antonio Cesti, L'empio punito von Alessandro Melani, Leonora von Ferdinando Paer, Boris Goudenow von Johann Mattheson, Idalma von Bernardo Pasquini, Silla von Carl Heinrich Graun, L'ammazzone corsara von Carlo Pallavicino und Astarto von Giovanni Bononcini. Zahlreiche Stars – nicht nur aus der Alten-Musik-Szene – waren in dieser Zeit in Innsbruck zu Gast, darunter die Dirigenten René Jacobs, Ottavio Dantone, Stefano Montanari, Jörg Halubek und Dorothee Oberlinger und die Regisseurinnen und Regisseure Jürgen Flimm, Mariame Clément, Ole Anders Tandberg, Barbe & Doucet, Jean Renshaw, Alexander Schulin und Silvia Paoli. Auf der Bühne waren u. a. Bejun Mehta, Valer Sabadus, Vivica Geneaux, Sonia Prina, Filippo Mineccia, David Hansen, Arianna Vendittelli und Roberta Invernizzi zu erleben.

## Stellvertretender Intendant und Künstlerischer Betriebsdirektor am Aalto-Theater Essen
Seit der Spielzeit 2022/23 ist Dieter Senft als Stellvertretender Opernintendant und Künstlerischer Betriebsdirektor am Aalto-Theater Essen tätig (Intendantin: Merle Fahrholz). Im Februar 2025 übernahm er in seiner Funktion als stellvertretender Intendant kommissarisch die künstlerische Leitung des Musiktheaters.